# Saison 2011-2012 du Vannes OC
Maillots
Chronologie
Saison précédente Saison suivante
La saison 2011-2012 du Vannes Olympique Club, club de football français, voit le club évoluer en National. Relégué la saison précédente de la Ligue 2, le club redescend pour la 1re fois de son histoire. Son objectif affiché est la remontée en Ligue 2 pour la saison 2012-2013.
Mais c'est après une saison riche en suspense que le VOC apprend qu'il reste en national a la 4e place du classement à 6 points du premier (Nimes). Si le club ne remonte pas lors de la saison suivante, il perd son statut professionnel.

## L'affaire Mamadou Sall
Le 26 septembre, un joueur du VOC (Mamadou Sall) évoluant avec l'équipe des U19 nationaux se voit obligé de quitter le territoire français par la préfecture du Morbihan. Ce joueur d'origine Sénégalaise était arrivé au Vannes OC en 2010 en provenance de l'Olympique de Marseille,.

## Effectif 2011-2012

### Staff Technique
| Entraîneur              | : Stéphane Le Mignan   |                 |
| Entraîneur adjoint      | : Loic Désiré          |                 |
| Entraîneur des gardiens | : Damien Lechêne       |                 |
| Préparateur physique    | : Guillaume Jahier     |                 |
| Kinésithérapeuthes      | : Vincent Penfornis    | Damien Le Strat |
| Ostéopathe              | : Dominique Huybrechts |                 |
| Intendant               | : Michel Quendo        |                 |

### Dirigeants
| Président            | : Michel Jestin    |
| Vice-Président       | : Stéphane Kerdodé |
| Secrétaire général   | : Yann Kombouaré   |
| Directeur commercial | : Thierry Gabillet |

### Équipe professionnelle
| N°         | Nat.    | Nom                    | Date de Naissance | Dernier Club          | Sélection nationale |
| ---------- | ------- | ---------------------- | ----------------- | --------------------- | ------------------- |
| Gardiens   |         |                        |                   |                       |                     |
| 1          | France  | Guillaume Gauclin      | 17 juin 1981      | En Avant Guingamp     |                     |
| 16         | France  | Jean-Marc Le Rouzic    | 14 mai 1987       | US Montagnarde        |                     |
| 30         | France  | Grégory Gomis          | 4 novembre 1990   | CS Sedan              |                     |
| Défenseurs |         |                        |                   |                       |                     |
| 2          | France  | Loïc Abenzoar          | 14 février 1989   | Olympique lyonnais    |                     |
| 3          | France  | Geoffrey Christophe    | 15 juin 1990      | EA Guingamp           |                     |
| 5          | France  | Oumar N'Diaye          | 22 juillet 1985   | UJA Alfortville       |                     |
| 6          | France  | Yann Boé-Kane          | 5 avril 1991      | FC Sochaux            |                     |
| 22         | France  | Damien Moulin          | 3 janvier 1987    | EFC Fréjus            |                     |
| 23         | France  | Stéphane Kakou         | 20 février 1988   | AS Béziers            |                     |
| 25         | France  | Maxime Brillault       | 25 avril 1983     | Charleroi SC          |                     |
| 33         | France  | Adrien Le Ho           | 23 août 1990      | EA Guingamp           |                     |
|            | France  | Kévin Barré            | 25 janvier 1990   | FC Nantes             |                     |
| Milieux    |         |                        |                   |                       |                     |
| 8          | France  | Michel Sanchez         | 9 avril 1990      | Girondins de Bordeaux |                     |
| 12         | France  | Kévin Malcuit          | 31 juillet 1991   | AS Monaco             |                     |
| 14         | France  | Mathieu Berson         | 23 février 1980   | Toulouse FC           |                     |
| 17         | France  | Adrien Coulomb         | 4 octobre 1990    | Montpellier HSC       |                     |
| 19         | Comores | Mohamed Youssouf       | 26 mars 1988      | Le Havre AC           | Comores             |
| 20         | France  | Erwan Quintin          | 1er février 1984  | Nîmes Olympique       |                     |
| 21         | France  | Fabien Jarsalé         | 20 août 1990      | Formé au club         |                     |
| 32         | France  | Quentin Bonnet         | 8 juillet 1990    | FC Nantes             |                     |
| 33         | Haïti   | Listner Pierre-Louis   | 31 janvier 1989   | Formé au club         | Haïti               |
| 34         | France  | Antoine Le Tapissier   | 5 août 1991       | Formé au club         |                     |
| 36         | France  | Zakaria Rachdi         | 23 juin 1990      | CPB Bréquigny Rennes  |                     |
| Attaquants |         |                        |                   |                       |                     |
| 7          | France  | Christophe Gaffory     | 10 mai 1988       | SC Bastia             |                     |
| 9          | France  | Nicolas Diguiny        | 31 mai 1988       | USJA Carquefou        |                     |
| 10         | France  | Mohammed Ben El Fardou | 10 juin 1989      | Le Havre AC           |                     |
| 11         | France  | Loïc Loval             | 28 septembre 1981 | FC Utrecht            | Guadeloupe          |
| 15         | France  | Nicolas Haquin         | 15 décembre 1980  | Clermont Foot         |                     |

### Effectif réserve
| N°         | Nat.                | Nom                  | Date de Naissance | Dernier Club         |  |
| ---------- | ------------------- | -------------------- | ----------------- | -------------------- |  |
| Gardiens   |                     |                      |                   |                      |  |
|            | France              | Grégory Gomis        | 4 novembre 1990   | CS Sedan             |  |
|            | France              | Kévin Melfort        | 20 août 1992      | CPB Bréquigny        |  |
| Défenseurs |                     |                      |                   |                      |  |
| 33         | France              | Adrien Le Ho         | 23 août 1990      | EA Guingamp          |  |
|            | France              | Francis Liaigre      | 17 août 1990      | FC Nantes            |  |
|            | France              | Dieumerci Vua        | 18 mai 1988       | Stade rennais        |  |
|            | France              | Maxime Jaffres       | 30 janvier 1992   | Formé au Club        |  |
|            | France              | Kévin Barré          | 25 janvier 1990   | FC Nantes            |  |
|            | France              | Karamadi Dabo        | 19 avril 1991     | Stade lavallois      |  |
|            | Guadeloupe          | Meddy Lina           | 1er novembre 1986 | Vannes OC            |  |
| Milieux    |                     |                      |                   |                      |  |
| 36         | France              | Zakaria Rachdi       | 23 juin 1990      | CPB Bréquigny Rennes |  |
| 32         | France              | Quentin Bonnet       | 8 juillet 1990    | FC Nantes            |  |
| 33         | Haïti               | Listner Pierre-Louis | 31 janvier 1989   | Stade brestois       |  |
| 34         | France              | Antoine Le Tapissier | 5 août 1991       | EA Guingamp          |  |
|            | France              | Denis Mayélé         | 16 juin 1992      | US Torcy             |  |
|            | France              | Kaël-Florent Montout | 21 novembre 1991  | AS Dragon le Gosier  |  |
|            | République du Congo | Cecil Filanckembo    | 15 avril 1988     | AJ Auxerre           |  |
|            | France              | Sacha Clémence       | 1er juin 1988     | USJA Carquefou       |  |
|            | France              | Jérémy Pacheco       | 5 avril 1990      | Angers SCO           |  |
|            | France              | Remi Musabimana      | 9 avril 1992      | Stade de Reims       |  |
|            | Guinée              | Amara Karba Bangoura | 10 mars 1986      | Vannes OC            |  |
|            | France              | Joel Dielna          | 27 décembre 1990  | EA Guingamp          |  |
| Attaquants |                     |                      |                   |                      |  |
|            | France              | Bassory Ouatarra     | 20 décembre 1989  | AS Lyon-Duchère      |  |
|            | France              | Benjamin Cottard     | 28 juin 1992      | Stade nazairien      |  |
|            | France              | Killian Coquard      | 8 octobre 1993    | FC Lorient           |  |
|            | France              | Florian Trillard     | 9 juillet 1992    | Racing Club de Lens  |  |
|            | France              | Florent Pasquier     | 7 mars 1992       | FC Nantes            |  |
|            | France              | Nathanael Béreaud    | 22 mai 1991       | FC Gueugnon          |  |
|            | France              | Cyril Durand         | 23 février 1993   | Stade rennais        |  |
|            | France              | Thomas Obin          | 27 mai 1989       | FC Lorient           |  |
|            | France              | Steevy Negouai       | 2 juillet 1991    | Lille OSC            |  |

## Transferts
En cette saison, le club Vannetais recrute de jeunes joueurs et des joueurs d'expérience. Notamment l'ancien Toulousain Mathieu Berson (né à Vannes), laissé libre par le club du TFC. Ce joueur compte 237 matchs en Ligue 1. Vannes a aussi recruté Yann Boé-Kane, joueur de 20 ans transféré du FC Sochaux B. Mais aussi Damien Moulin de l'ES Fréjus, Oumar N'Diaye de l'UJA Alfortville, El Fardou Ben Mohammed transféré définitivement du Havre AC et autres joueurs prêtés ou transférés.
Côté départs, Vannes perd un bon nombre de joueurs comprenant Patrick Leugueun parti à l'AEL Limassol à Chypre, Frédéric Duplus et Sébastien Cantini en retour de prêt dans leur club, Pascal Delhommeau lui a choisi de parti pour l'US Chateau-Thébaud (club de District), Vincent Le Baron parti au Stade lavallois et Virgile Reset transféré à l'US Boulogne CO.
D'autres joueurs ont quitté le club Vannetais lors de ce mercato. C'est le cas de Loïc Guillon, David Martot, Aurélien Faivre, Maxime Brillault, Laurent Hervé, Valéry Mezague, Laurent Macquet, Gérard Gnanhouan, David Bouard et de Biagui Kamissoko tous libérés soit en fin de contrat, soit en résiliation de contrat.
Pour la réserve fraîchement promue en CFA 2, on enregistre quelques arrivées, notamment Dieumerci Vua transféré du Stade rennais. C'est un joueur expérimenté puisqu'il a joué avec le Calcio Catane les Timbers de Portland et le Stade rennais B. L'équipe B du VOC a aussi recruté le joueur de la réserve du FC Nantes, Florent Pasquier et l'attaquant du FC Gueugnon, Nathanaël Béreaud.

### Départs
| Joueur            | Nationalité    | Poste     | Club                  | Pays    | Division  | Notes          |
| Mercato d'été     |                |           |                       |         |           |                |
| Patrick Leugueun  | Cameroun       | Défenseur | AEL Limassol          | Chypre  | D1        |                |
| Frédéric Duplus   | France         | Défenseur | FC Sochaux            | France  | Ligue 1   | Retour de prêt |
| Sébastien Cantini | France         | Défenseur | CS Sedan              | France  | ligue 2   | Retour de prêt |
| Pascal Delhommeau | France         | Défenseur | US Château-Thébaud    | France  | District  |                |
| Vincent Le Baron  | France         | Attaquant | Stade lavallois       | France  | Ligue 2   |                |
| Virgile Reset     | France         | Attaquant | US Boulogne CO        | France  | Ligue 2   |                |
| Loïc Guillon      | France         | Défenseur | -                     | France  | -         | fin de contrat |
| David Martot      | France         | Défenseur | -                     | France  | -         | fin de contrat |
| Aurélien Faivre   | France         | Défenseur | -                     | France  | -         | fin de contrat |
| Maxime Brillault  | France         | Défenseur | -                     | France  | -         | fin de contrat |
| Laurent Hervé     | France         | Milieu    | -                     | France  | -         | fin de contrat |
| Valéry Mezague    | Cameroun       | Milieu    | -                     | France  | -         | fin de contrat |
| Laurent Macquet   | France         | Milieu    | -                     | France  | -         | fin de contrat |
| David Bouard      | France         | Milieu    | -                     | France  | -         | fin de contrat |
| Biagui Kamissoko  | France         | Milieu    | -                     | France  | -         | fin de contrat |
| Gérard Gnanhouan  | Côte d'Ivoire  | Gardien   | -                     | France  | -         | fin de contrat |
| Alexis Lalys      | France         | Défenseur | US Montagnarde        | France  | CFA 2 - H |                |
| Sofiane Jennane   | France - Maroc | Milieu    | Real Betis Balompié B | Espagne |           |                |
| Mercato d'hiver   |                |           |                       |         |           |                |
| Florent Pasquier  | France         | Attaquant | USSA Vertou           | France  | CFA 2     |                |

### Arrivées
| Joueur                 | Nationalité | Poste     | Club                  | Pays   | Division | Notes                                   |
| Mercato d'été          |             |           |                       |        |          |                                         |
| Yann Boé-Kane          | France      | Défenseur | FC Sochaux            | France | CFA      | 2 ans de contrat                        |
| Damien Moulin          | France      | Défenseur | ES Fréjus             | France | National | 2 ans de contrat                        |
| Florent Pasquier       | France      | Attaquant | FC Nantes             | France | CFA 2    | Équipe réserve                          |
| Mathieu Berson         | France      | Milieu    | Toulouse FC           | France | Ligue 1  | 2 ans de contrat                        |
| Oumar N'Diaye          | France      | Défenseur | UJA Alfortville       | France | National | 1 an de contrat                         |
| El Fardou Ben Mohammed | France      | Attaquant | Le Havre AC           | France | Ligue 2  | Transfert définitif, 2 ans de contrat   |
| Geoffrey Christophe ,  | France      | Défenseur | EA Guingamp           | France | National | Prêt                                    |
| Michel Sanchez         | France      | Défenseur | Girondins de Bordeaux | France | CFA 2    | 2 ans de contrat                        |
| Dieumerci Vua          | France      | Défenseur | Stade rennais         | France | CFA      | Équipe réserve                          |
| Nathanaël Béreaud      | France      | Attaquant | FC Gueugnon           | France | National | Équipe réserve                          |
| Mohamed Youssouf       | France      | Milieu    | Le Havre AC           | France | Ligue 2  | 2 ans de contrat                        |
| Adrien Coulomb         | France      | Milieu    | Montpellier HSC       | France | Ligue 1  | prêt                                    |
| Loïc Abenzoar          | France      | Défenseur | Olympique lyonnais    | France | Ligue 1  | prêt                                    |
| Nicolas Haquin         | France      | Attaquant | Clermont Foot         | France | Ligue 2  | 2 ans de contrat                        |
| Maxime Brillault       | France      | Défenseur | Libre                 | France | -        | 1 an de contrat + 1 an en cas de montée |
| Kévin Barré            | France      | Défenseur | FC Nantes             | France | Ligue 2  | contrat amateur                         |
| Mercato d'hiver        |             |           |                       |        |          |                                         |
| Kévin Malcuit          | France      | Milieu    | AS Monaco             | France | Ligue 2  | prêt d'une demi-saison                  |
| Meddy Lina             | Guadeloupe  | Défenseur | Libre                 |        |          | contrat amateur                         |
| Amara Bangoura         | Guinée      | Milieu    | Libre                 |        |          | contrat amateur                         |
| Steevy Negouai         | France      | Attaquant | Libre                 |        |          | contrat amateur                         |
| Joel Dielna            | France      | Milieu    | Libre                 |        |          | contrat amateur                         |

## Parcours

### National
Classement par journée
Mise à jour : 24 septembre 2011
| Date              | Jour | Adversaire                | Lieu | Score | Rapport | Buteurs du VOC                                         | Buteurs adverses                                   | Class. | Points | Public |
| 5 août 2011       | J01  | Nîmes Olympique           | Ext. | 1 - 2 | Rapport | Mohammed (28e) Sanchez (84e)                           | Ogounbiyi (77e)                                    | 6e     | 3      |        |
| 13 août 2011      | J02  | FC Martigues              | Dom. | 1 - 1 | Rapport | Loval (45e)                                            | Descamps (85e)                                     | 4e     | 4      |        |
| 20 août 2011      | J03  | AS Cherbourg              | Ext. | 1 - 0 | Rapport |                                                        | Souhayli (81e)                                     | 10e    | 4      |        |
| 27 août 2011      | J04  | Paris FC                  | Dom. | 3 - 1 | Rapport | Loval (22e) Christophe (55e) Youssouf (87e)            | Yenga (25e)                                        | 6e     | 7      |        |
| 3 septembre 2011  | J05  | SAS Épinal                | Ext. | 2 - 2 | Rapport | N'Diaye (21e) Moulin (34e pen.)                        | Asbabou (89e) (90e)                                | 8e     | 8      |        |
| 10 septembre 2011 | J06  | Chamois niortais FC       | Dom. | 1 - 0 | Rapport | Loval (87e)                                            | -                                                  | 5e     | 11     | 2541   |
| 16 septembre 2011 | J07  | Aviron bayonnais FC       | Ext. | 0 - 3 | Rapport | Duhour (12e csc.) Youssouf (50e) Mohamed (61e)         | -                                                  | 4e     | 14     |        |
| 20 septembre 2011 | J08  | US Orléans LF             | Dom. | 2 - 0 | Rapport | Loval (52e) Sanchez (70e)                              | -                                                  | 2e     | 17     |        |
| 24 septembre 2011 | J09  | US Quevilly               | Ext. | 2 - 0 | Rapport |                                                        | Tuta (32e) Capelle (32e)                           | 5e     | 17     |        |
| 1er octobre 2011  | J10  | AS Beauvais Oise          | Dom. | 1 - 1 | Rapport | Boe-Kane (41e)                                         | Tribeau (63e)                                      | 4e     | 18     | 3471   |
| 7 octobre 2011    | J11  | GFCO Ajaccio              | Ext. | 2 - 1 | Rapport | Gaffory (38e)                                          | Rachidi (50e) Benyahya (81e)                       | 5e     | 18     |        |
| 11 octobre 2011   | J12  | SR Colmar                 | Dom. | 3 - 1 | Rapport | Loval (51e) Christophe (69e) Mohamed (90e)             | Meyer (10e)                                        | 5e     | 21     | 2016   |
| 22 octobre 2011   | J13  | US Luzenac                | Ext. | 2 - 2 | Rapport | Mohamed (6e) Diguiny (61e)                             | Sanchez (57e) Souyeux (86e)                        | 4e     | 22     |        |
| 5 novembre 2011   | J14  | US Créteil-Lusitanos      | Dom. | 3 - 3 | Rapport | Gaffory (11e) Loval (55e) Loval (74e)                  | Nirlo (20e) Lesage (45+1re pen.) Lesage (59e)      | 4e     | 23     | 2 446  |
| 12 novembre 2011  | J15  | Le Poirée-sur-Vie VF      | Ext. | 2 - 1 | Rapport | Loval (85e)                                            | Bourgaud (14e) Bourgaud (35e)                      | 6e     | 23     |        |
| 26 novembre 2011  | J16  | Besançon RC               | Ext. | 0 - 2 | Rapport | Mohamed (51e) Loval (60e)                              | -                                                  | 4e     | 26     |        |
| 3 décembre 2011   | J17  | ÉFJC Fréjus Saint-Réphaël | Dom. | 3 - 1 | Rapport | Quintin (9e) N'Diaye (28e) Mohamed (52e)               | Vareilles (78e)                                    | 4e     | 29     | 2494   |
| 16 décembre 2011  | J18  | FC Rouen 1899             | Ext. | 1 - 0 | Rapport | -                                                      | Dugimont (52e)                                     | 4e     | 29     | 3457   |
| 20 décembre 2011  | J19  | Red Star FC 93            | Dom. | 4 - 0 | Rapport | Mohamed (10e) Haquin (23e) Haquin (26e) Youssouf (45e) | -                                                  | 5e     | 32     |        |
| 14 janvier 2012   | J20  | FC Martigues              | Ext. | 1 - 1 | Rapport | Loval (38e)                                            | Biakolo (75)                                       | 5e     | 33     |        |
| 28 janvier 2012   | J21  | AS Cherbourg              | Dom. | 1 - 1 | Rapport | Gaffory (22e)                                          | Kébé (47e)                                         | 6e     | 34     | 3 336  |
| 11 février 2012   | J22  | SAS Épinal                | Dom. | 1 - 0 | Rapport | Mohamed (41e)                                          |                                                    | 5e     | 37     | 2 367  |
| 18 février 2012   | J23  | Chamois niortais FC       | Ext. | 0 - 0 | Rapport | -                                                      | -                                                  | 4e     | 38     |        |
| 21 février 2012   | J24  | Paris FC                  | Ext. | 2 - 0 | Rapport | -                                                      | Gendrey (48e) Yenga (63e s.p.)                     | 4e     | 38     |        |
| 25 février 2012   | J25  | Aviron bayonnais FC       | Dom. | 2 - 0 | Rapport | Jarsalé (62e) Mohamed (78e)                            | -                                                  | 3e     | 41     |        |
| 1 mars 2012       | J26  | US Orléans LF             | Ext. | 2 - 2 | Rapport | Malcuit (18e) Sanchez (37e)                            | Persico (8e) N'Doumbou (49)                        | 4e     | 42     |        |
| 10 mars 2012      | J27  | US Quevilly               | Dom. | 1 - 1 | Rapport | Youssouf (49e)                                         | Valéro (68e)                                       | 4e     | 43     | 2 709  |
| 17 mars 2012      | J28  | AS Beauvais Oise          | Ext. | 0 - 0 | Rapport | -                                                      | -                                                  | 4e     | 44     | 1 645  |
| 24 mars 2012      | J29  | GFCO Ajaccio              | Dom. | 3 - 2 | Rapport | Mohamed (47e) Brillault (56e) Mohamed (69e)            | Boesso (13e) Boesso (66e)                          | 4e     | 47     | 3 601  |
| 30 mars 2012      | J30  | SR Colmar                 | Ext. | 0 - 0 | Rapport | -                                                      | -                                                  | 5e     | 48     |        |
| 7 avril 2012      | J31  | US Luzenac                | Dom. | 2 - 0 | Rapport | Diguiny (43e) Diguiny (55e)                            |                                                    | 5e     | 51     |        |
| 14 avril 2012     | J32  | US Créteil-Lusitanos      | Ext. | 1 - 1 | Rapport | Mohamed (73e)                                          | Essombé                                            | 5e     | 52     |        |
| 21 avril 2012     | J33  | Le Poirée-sur-Vie VF      | Dom. | 1 - 0 | Rapport | Diguiny (76e)                                          | -                                                  | 4e     | 55     | 4 329  |
| 28 avril 2012     | J34  | Besançon RC               | Dom. | 1 - 2 | Rapport | Malcuit (30e) Diguiny (56e)                            | Perrin (12e)                                       | 3e     | 58     |        |
| 5 mai 2012        | J35  | ÉFJC Fréjus Saint-Réphaël | Ext. | 3 - 2 | Rapport | Youssouf (45+1re) Brillault (67e)                      | Henaini (37e) Fernandez (77e s.p.) Scarpelli (88e) | 4e     | 58     |        |
| 12 mai 2012       | J36  | FC Rouen 1899             | Dom. | 1 - 0 | Rapport | Boé-Kane (52e)                                         | -                                                  | 4e     | 61     | 4 823  |
| 19 mai 2012       | J37  | Red Star FC 93            | Ext. | 2 - 0 | Rapport | -                                                      | Beziouen (57e) Sabin (62e)                         | 5e     | 61     | 1 956  |
| 27 mai 2012       | J38  | Nîmes Olympique           | Dom. | 1 - 1 | Rapport | Diguiny (86e)                                          | Koné (19e)                                         | 4e     | 62     | 4 891  |

### Matchs amicaux
1er juillet 2011
8 juillet 2011
13 juillet 2011
18 juillet 2011
29 juillet 2011
7 janvier 2012
21 janvier 2012

### Coupe de la ligue
22 juillet 2011
9 août 2011

### Coupe de France
15 octobre 2011
29 octobre 2011
19 novembre 2011
10 décembre 2011

## Statistiques

### Statistiques individuelles
| Numéro | Nat. | Nom          | Championnat | Championnat | Championnat | Championnat  | Coupe de la Ligue | Coupe de la Ligue | Coupe de la Ligue | Coupe de la Ligue | Coupe de France | Coupe de France | Coupe de France | Coupe de France | Total | Total       | Total  | Total        |
| Numéro | Nat. | Nom          | M.j.        | But inscrit | Averti      | Carton rouge | M.j.              | But inscrit       | Averti            | Carton rouge      | M.j.            | But inscrit     | Averti          | Carton rouge    | M.j.  | But inscrit | Averti | Carton rouge |
| ------ | ---- | ------------ | ----------- | ----------- | ----------- | ------------ | ----------------- | ----------------- | ----------------- | ----------------- | --------------- | --------------- | --------------- | --------------- | ----- | ----------- | ------ | ------------ |
| 1      |      | Gauclin      | 31          | -32         | 1           | 0            | 2                 | -3                | 0                 | 0                 | 2               | -1              | 0               | 0               | 35    | -36         | 1      | 0            |
| 2      |      | Abenzoar     | 17          | 0           | 2           | 0            |                   |                   |                   |                   | 2               | 0               | 1               | 1               | 19    | 0           | 3      | 1            |
| 3      |      | Christophe   | 22          | 2           | 1           | 0            | 2                 | 0                 | 0                 | 0                 | 3               | 0               | 0               | 0               | 27    | 2           | 1      | 0            |
| 5      |      | N'Diaye      | 28          | 1           | 6           | 1            | 2                 | 1                 | 0                 | 0                 | 2               | 0               | 0               | 0               | 32    | 2           | 6      | 1            |
| 6      |      | Boé-Kane     | 13          | 2           | 2           | 0            |                   |                   |                   |                   |                 |                 |                 |                 | 13    | 2           | 2      | 0            |
| 7      |      | Gaffory      | 24          | 3           | 1           | 0            | 2                 | 0                 | 0                 | 0                 | 2               | 1               | 0               | 0               | 28    | 4           | 1      | 0            |
| 8      |      | Sanchez      | 23          | 3           | 3           | 0            | 2                 | 0                 | 1                 | 0                 | 4               | 1               | 0               | 0               | 28    | 4           | 4      | 0            |
| 9      |      | Diguiny      | 20          | 6           | 3           | 1            | 1                 | 0                 | 0                 | 0                 | 2               | 2               | 0               | 0               | 23    | 8           | 3      | 1            |
| 10     |      | Mohamed      | 35          | 12          | 4           | 1            | 2                 | 0                 | 0                 | 0                 | 4               | 3               | 0               | 0               | 41    | 15          | 4      | 1            |
| 11     |      | Loval        | 23          | 10          | 2           | 1            | 2                 | 0                 | 0                 | 0                 | 2               | 0               | 1               | 0               | 27    | 10          | 3      | 1            |
| 12     |      | Malcuit      | 12          | 2           | 1           | 0            |                   |                   |                   |                   |                 |                 |                 |                 | 12    | 2           | 1      | 0            |
| 14     |      | Berson       | 21          | 0           | 6           | 0            | 1                 | 0                 | 0                 | 0                 | 2               | 0               | 2               | 0               | 24    | 0           | 8      | 0            |
| 15     |      | Haquin       | 27          | 2           | 0           | 0            |                   |                   |                   |                   | 4               | 1               | 0               | 0               | 31    | 3           | 0      | 0            |
| 16     |      | Le Rouzic    | 7           | -6          | 0           | 0            |                   |                   |                   |                   | 1               | 0               | 0               | 0               | 8     | -6          | 0      | 0            |
| 17     |      | Coulomb      |             |             |             |              |                   |                   |                   |                   |                 |                 |                 |                 |       |             |        |              |
| 19     |      | Youssouf     | 32          | 5           | 0           | 0            | 1                 | 0                 | 0                 | 0                 | 3               | 0               | 0               | 0               | 36    | 5           | 0      | 0            |
| 20     |      | Quintin      | 22          | 1           | 4           | 0            | 2                 | 0                 | 1                 | 0                 | 3               | 0               | 0               | 0               | 27    | 1           | 5      | 0            |
| 21     |      | Jarsalé      | 26          | 1           | 4           | 0            | 2                 | 1                 | 0                 | 0                 | 2               | 0               | 1               | 0               | 30    | 2           | 5      | 0            |
| 22     |      | Moulin       | 25          | 1           | 4           | 0            | 2                 | 0                 | 0                 | 0                 | 3               | 0               | 1               | 0               | 30    | 1           | 5      | 0            |
| 23     |      | Kakou        | 34          | 0           | 2           | 0            | 1                 | 0                 | 0                 | 0                 | 4               | 0               | 0               | 0               | 39    | 0           | 2      | 0            |
| 25     |      | Brillault    | 30          | 2           | 2           | 0            |                   |                   |                   |                   | 4               | 0               | 1               | 0               | 34    | 2           | 3      | 0            |
| 30     |      | Gomis        | 1           | 0           | 0           | 0            |                   |                   |                   |                   | 1               | 0               | 0               | 0               | 2     | 0           | 0      | 0            |
| 31     |      | Bonnet       | 24          | 0           | 1           | 0            | 1                 | 0                 | 0                 | 0                 | 1               | 0               | 0               | 0               | 26    | 0           | 1      | 0            |
| 32     |      | Pierre-Louis |             |             |             |              | 1                 | 0                 | 0                 | 0                 |                 |                 |                 |                 | 1     | 0           | 0      | 0            |
| 33     |      | Le Ho        |             |             |             |              |                   |                   |                   |                   |                 |                 |                 |                 |       |             |        |              |
| 34     |      | Letapissier  | 1           | 0           | 0           | 0            |                   |                   |                   |                   | 1               | 0               | 0               | 0               | 2     | 0           | 0      | 0            |
| 36     |      | Rachdi       | 3           | 0           | 0           | 0            | 1                 | 0                 | 0                 | 0                 |                 |                 |                 |                 | 4     | 0           | 0      | 0            |
| 40     |      | Melfort      |             |             |             |              |                   |                   |                   |                   |                 |                 |                 |                 |       |             |        |              |
| 40     |      | Lignac       |             |             |             |              |                   |                   |                   |                   |                 |                 |                 |                 |       |             |        |              |
| ??     |      | Béreaud      | 2           | 0           | 0           | 0            |                   |                   |                   |                   |                 |                 |                 |                 | 2     | 0           | 0      | 0            |
| ??     |      | Barré        |             |             |             |              |                   |                   |                   |                   |                 |                 |                 |                 |       |             |        |              |

### Statistiques Collectives
|                                  | Matchs à domicile | Matchs à l'extérieur | Global |
| -------------------------------- | --- | --- | --- |
| Victoires                        | 13 | 3 | 16 |
| Nuls                             | 5 | 8 | 13 |
| Défaites                         | 0 | 8 | 8 |
| Buts marqués                     | 33 | 19 | 52 |
| Bus encaissés                    | 13 | 24 | 37 |
| Victoires consécutives           | 3 J04 à J08 | 0 | 3 J06 à J08 |
| Nuls consécutifs                 | 0 | 2 J20 à 23 | 2 J13 à J14 & J20 à J21 |
| Défaites consécutives            | 0 | 2 J09 à J11 | 0 |
| Matchs consécutifs sans défaite  | 12 J02 à J25 | 2 J05 à J07 & J20 à J23 | 5 J04 à J08 & J19 à J23 |
| Matchs consécutifs sans victoire | 0 | 4 J09 à J15 & J18 à J24 | 3 J09 à J11 & J13 à J15 |
| Buteurs                          | Loïc Loval (7) El Fardou Ben Mohamed (6) Nicolas Diguiny (5) Mohamed Youssouf (3) Geoffrey Christophe (2) Nicolas Haquin (2) Christophe Gaffory (2) Yann Boé-Kane (2) Michel Sanchez (1) Erwan Quintin (1) Oumar N'Diaye (1) Fabien Jarsalé (1) Maxime Brillault (1) Kévin Malcuit (1) | El Fardou Ben Mohamed (5) Loïc Loval (4) Michel Sanchez (2) Mohamed Youssouf (2) Oumar N'Diaye (1) Damien Moulin (1) Christophe Gaffory (1) Nicolas Diguiny (1) Kévin Malcuit (1) Maxime Brillault (1) | Loïc Loval (11) El Fardou Ben Mohamed (11) Nicolas Diguiny (6) Mohamed Youssouf (5) Christophe Gaffory (3) Michel Sanchez (3) Nicolas Haquin (2) Geoffrey Christophe (2) Kévin Malcuit (2) Maxime Brillault (2) Yann Boé-Kane (2) Oumar N'Diaye (1) Damien Moulin (1) Erwan Quintin (1) Oumar N'Diaye (1) Fabien Jarsalé (1) |

## Autres équipes

### Équipe réserve
L'équipe réserve évolue dans le groupe H du CFA 2 lors de cette saison. L'effectif de l'équipe se trouve au-dessus.
| Date              | Jour | Adversaire             | Lieu | Score | Rapport | Buteurs du VOC                         | Buteurs adverses                                                                | Class. | Points | Public |
| 20 août 2011      | J01  | EA Guingamp B          | Ext. | 1 - 2 | Rapport | Rachdi (76e)                           | Douniama (21e) Douniama (43e)                                                   | 11e    | 1      |        |
| 27 août 2011      | J02  | US Granville           | Ext. | 0 - 0 | Rapport | -                                      | -                                                                               | 13e    | 3      |        |
| 4 septembre 2011  | J03  | Stade brestois B       | Dom. | 0 - 1 | Rapport | -                                      | Le Roux (30e)                                                                   | 15e    | 4      |        |
| 10 septembre 2011 | J04  | FC Flers               | Ext. | 3 - 2 | Rapport | Jaffres (50e) Rachdi (83e)             | Gervais (31e) Gervais (53e) Neris (88e)                                         | 16e    | 5      |        |
| 25 septembre 2011 | J05  | Sablé FC               | Dom. | 2 - 1 | Rapport | Pierre-Louis (18e) Cottard (57e)       | Froger (58e)                                                                    | 12e    | 9      |        |
| 8 octobre 2011    | J06  | AS Trouville-Deauville | Ext. | 2 - 0 | Rapport | -                                      | Keyta (64e) Thirouin (87e s.p.)                                                 | 15e    | 10     |        |
| 22 octobre 2011   | J07  | Stade rennais B        | Dom. | 1 - 4 | Rapport | Le Tapissier (26e)                     | Barré (40e csc.) Sané (50e) Doucouré (56e) Qasmi (68e s.p.)                     | 15e    | 11     |        |
| 6 novembre 2011   | J08  | Dinan-Léhon FC         | Ext. | 1 - 0 | Rapport | -                                      | Monnier (46e s.p.)                                                              | 16e    | 12     | 300    |
| 12 novembre 2011  | J09  | AS Vitré               | Dom. | 1 - 1 | Rapport | Cottard (50e)                          | Oumaouche (76e)                                                                 | 16e    | 14     |        |
| 26 novembre 2011  | J10  | Stade lavallois B      | Ext. | 0 - 1 | Rapport | Gaffory (15e)                          | -                                                                               |        | 18     |        |
| 4 décembre 2011   | J11  | USON Mondeville        | Dom. | 2 - 1 | Rapport | Obin (35e) Jarsalé (62e)               | Lecreux (22e)                                                                   | 14e    | 22     |        |
| 7 janvier 2012    | J12  | La Suze FC             | Ext. | 2 - 0 | Rapport |                                        | Pichot (29e) Perrot (80e)                                                       | 15e    | 23     |        |
| 14 janvier 2012   | J13  | Saint-Colomban Locminé | Dom. | 2 - 1 | Rapport | Mayélé (54e) Pierre Louis (63e)        | Le Guennec (80e)                                                                | 14e    | 27     |        |
| 28 janvier 2012   | J14  | US Montagnarde         | Ext. | 4 - 0 | Rapport |                                        | Killinç (27e) Killinç (53e) Lestin (79e) Lestin (90+1re)                        | 15e    | 28     |        |
| 18 février 2012   | J15  | Stade brestois B       | Ext. | 0 - 0 | Rapport | -                                      | -                                                                               | 15e    | 30     |        |
| 26 février 2012   | J16  | US Saint-Malo          | Dom. | 0 - 1 | Rapport | -                                      | Lorougnon (48e)                                                                 | 15e    | 31     |        |
| 3 mars 2012       | J17  | FC Flers               | Dom. | 3 - 1 | Rapport | Haquin (16e) Moulin (18e) Haquin (60e) | Leconte (46e)                                                                   | 15e    | 35     |        |
| 10 mars 2012      | J18  | Sablé FC               | Ext. | 4 - 0 | Rapport | -                                      | Journet (15e) Legendre (38e) Journet (55e) Lisembart (78e)                      | 15e    | 36     |        |
| 10 mars 2012      | J19  | AS Trouville-Deauville | Dom. | 1 - 2 | Rapport | Clémence (90e)                         | Boufenzer (40e) Thirouin (63e)                                                  | 15e    | 37     |        |
| 10 mars 2012      | J20  | Stade rennais B        | Ext. | 6 - 1 | Rapport | Rachdi (37e s.p.)                      | Qasmi (3e s.p.) Diarra (21e) Qasmi (28e) Diarra (32e) Ngando (77e) Ngando (83e) | 15e    | 38     |        |
| 1er avril 2012    | J21  | Dinan-Léhon FC         | Dom. | 2 - 0 | Rapport | Rachdi (50e) Dielna (62e)              | -                                                                               | 14e    | 42     |        |
| 8 avril 2012      | J22  | US Granville           | Dom. | 1 - 0 | Rapport | Clémence (40e)                         | -                                                                               | 12e    | 46     |        |

### Statistiques individuelles
| Position | Nat. | Nom              | Championnat | Championnat | Championnat | Championnat  |
| Position | Nat. | Nom              | M.j.        | But inscrit | Averti      | Carton rouge |
| -------- | ---- | ---------------- | ----------- | ----------- | ----------- | ------------ |
| G        |      | Le Rouzic        | 5           | 0           | 0           | 0            |
| G        |      | Gomis            | 18          | 0           | 0           | 0            |
| G        |      | Melfort          | 2           | 0           | 2           | 0            |
| G        |      | Bourdin          | 2           | 0           | 0           | 0            |
| G        |      | Penhoat          | 2           | 0           | 0           | 0            |
| G        |      | Lignac           | 1           | 0           | 0           | 0            |
| D        |      | Abenzoar         | 5           | 0           | 0           | 0            |
| D        |      | Lina             | 11          | 0           | 2           | 0            |
| D        |      | Moulin           | 5           | 1           | 0           | 0            |
| D        |      | Barré            | 12          | 0           | 1           | 0            |
| D        |      | Christophe       | 5           | 1           | 0           | 0            |
| D        |      | Le Ho            | 23          | 0           | 1           | 1            |
| D        |      | Dabo             | 21          | 0           | 2           | 0            |
| D        |      | Brillault        | 3           | 0           | 0           | 0            |
| D        |      | Liaigre          | 24          | 0           | 2           | 0            |
| D        |      | Bonnet           | 9           | 0           | 1           | 0            |
| D        |      | Jaffres          | 8           | 1           | 1           | 0            |
| D        |      | Ardhuin          | 1           | 0           | 0           | 0            |
| M        |      | Rachdi           | 16          | 4           | 2           | 0            |
| M        |      | Pierre-Louis     | 25          | 3           | 2           | 0            |
| M        |      | Henrio           | 1           | 0           | 0           | 0            |
| M        |      | Jarsalé          | 4           | 1           | 0           | 0            |
| M        |      | Coulomb          | 4           | 0           | 1           | 0            |
| M        |      | Berson           | 1           | 0           | 0           | 0            |
| M        |      | Le Tapissier     | 18          | 1           | 2           | 1            |
| M        |      | Mayélé           | 17          | 1           | 0           | 0            |
| M        |      | Filanckembo      | 23          | 1           | 1           | 0            |
| M        |      | Sanchez          | 7           | 1           | 1           | 0            |
| M        |      | Bangoura         | 11          | 0           | 0           | 0            |
| M        |      | Dielna           | 7           | 1           | 0           | 0            |
| M        |      | Montout          | 2           | 0           | 1           | 0            |
| M        |      | Clémence         | 14          | 4           | 0           | 0            |
| M        |      | Boe-Kane         | 4           | 0           | 1           | 0            |
| M        |      | Musabimana       | 1           | 0           | 0           | 0            |
| M        |      | Malcuit          | 3           | 0           | 1           | 0            |
| M        |      | Génissel         | 1           | 0           | 0           | 0            |
| A        |      | Mohamed          | 1           | 0           | 0           | 0            |
| A        |      | Ouatarra         | 13          | 0           | 3           | 0            |
| A        |      | Cottard          | 15          | 2           | 0           | 0            |
| A        |      | Trillard         | 1           | 0           | 1           | 0            |
| A        |      | Florent Pasquier | 8           | 0           | 0           | 0            |
| A        |      | Béreaud          | 7           | 0           | 0           | 0            |
| A        |      | Diguiny          | 1           | 0           | 0           | 0            |
| A        |      | Obin             | 14          | 1           | 1           | 0            |
| A        |      | Gaffory          | 6           | 2           | 0           | 0            |
| A        |      | Negouai          | 6           | 0           | 1           | 1            |
| A        |      | Haquin           | 2           | 2           | 0           | 0            |